# Pojken och hägern
Pojken och hägern (japanska: 君たちはどう生きるか?,  Kimitachi wa dō ikiru ka), på engelska distribuerad som The Boy and the Heron, är en japansk animerad fantasyfilm från 2023. Den har manus och regi av Hayao Miyazaki och är producerad av Studio Ghibli. Den japanska filmtiteln är hämtad från Genzaburō Yoshinos roman med samma namn från 1937, men historien i övrigt är ny. Berättelsen i Kimitachi wa dō ikiru ka, som beskrivits som en "stor och fantastisk film", kretsar kring en pojke vid namn Mahito Maki som upptäcker ett övergivet torn i sin nya stad och förflyttas till en fantastisk värld med en talande gråhäger.
Kimitachi wa dō ikiru ka hade japansk biopremiär den 14 juli 2023, med Tōhō som distributör. Den visades både i traditionella biosalonger och i salonger som uppgraderats till IMAX-standard. Filmen, som sagts vara Miyazakis sista långfilm, saknade egentlig förlansering utöver själva filmaffischen.
Filmen utsågs till Bästa animerade film vid BAFTA, Golden Globe, och vid Oscarsgalan.

## Handling (inledningen)
Året är 1943, mitt under stillahavskriget, och den tolvårige pojken Mahito Makis mor Hisako dödas under en eldsvåda. Mahitos far, som äger en ammunitionsfabrik, gifter om sig med sin avlidna makas yngre syster Natsuko. De tvingas evakuera staden och flytta ut på landet, där de bor på hennes släktgård och tillsammans med ett antal ogifta äldre kvinnor.
Mahito försöker finna sig till rätta i den för honom nya miljön, samtidigt som han sörjer sin döda mor. Hans relation med den nu gravida Natsuko är inte den bästa. Samtidigt stöter han på en mystisk gråhäger som krånglar till livet för honom.

## Röstskådespelare
- Soma Santoki som Mahito Maki[5]
- Masaki Suda[5] som Gråhägern
- Aimyon[5] som Himi
- Yoshino Kimura[5] som Natsuko
- Shōhei Hino[5] som fars onkel
- Ko Shibasaki[5] som Kiriko
- Takuya Kimura som Shoichi Maki, Mahitos far[5]
- Jun Kunimura[5] som Parakitkungen
- Kaoru Kobayashi[5] som Döende pelikanen
- Keiko Takeshita[5] som Tant 1
- Jun Fubuki[5] som Tant 2
- Sawako Agawa[5] som Tant 3
- Karen Takizawa[5] som Tant 4
- Shinobu Otake[5] som Tant 5
- Chiemi Chiba[5]
- Lily Franky[5]

## Teman
Kimitachi wa dō ikiru ka har självbiografiska inslag. Huvudfiguren Mahito Makis framtoning har utformats i enlighet med Miyazaki själv under uppväxten. Miyazakis far var i likhet med Mahitos dito anställd i ett företag som tillverkade delar till stridsflygplan, och även Miyazakis familj tvingades evakuera och flyttade ut på landet under kriget. Även Mahitos starka emotionella band till sin mor har paralleller med Miyazakis relation till sin egen mor. BBC har beskrivit filmen som en coming of age-berättelse där ett barn måste övervinna sin själviskhet och lära sig att leva för andra.

## Produktion
Efter premiären av Det blåser upp en vind höll Hayao Miyazaki en presskonferens, i Venedig i september 2013, där han meddelade sin pensionering. Hans besked löd: "Jag vet att jag redan många gånger sagt att jag skulle pensionera mig. Och många av er kanske tänker 'Ännu en gång.' Men den här gången är det på allvar." Miyazaki ändrade sig dock senare, i samband med färdigställandet av kortfilmen Larven Boro (2018); han bestämde sig för att trots allt regissera ytterligare en film.
Manusarbetet för filmen inleddes i juli 2016, och han presenterade månaden därpå ett utkast till filmprojektet. Att Miyazaki åter började verka som filmskapare, blev lite av en omstart för Studio Ghibli, med ett antal av Miyazakis tidigare medarbetare inblandade i den nya filmen. I oktober 2017 avslöjades filmtiteln som Kimitachi wa dō ikiru ka, efter Genzaburo Yoshinos roman från 1937. Ett tag planerades filmen att ha premiär i samband med 2020 års olympiska sommarspel.
I augusti 2018 meddelade producenten Toshio Suzuki att filmen förväntades vara färdig under 2021 eller 2022. I oktober 2019 meddelades att endast 15 procent av filmen var animerad. I maj 2020 beskrev Suzuki för Entertainment Weekly att det var en "stor fantastisk film", samtidigt som han förklarade att 60 animatörer var sysselsatta med animeringsarbetet och att man vid det tillfället hade färdigställt 36 minuter film. Han hoppas då att filmen skulle kunna bli färdig inom tre års tid.

### Musik
Filmmusiken är komponerad av Joe Hisaishi. Det 37 melodier långa soundtracket släpptes till försäljning i Japan den 9 augusti 2023, utgivet hos Tokuma.

## Distribution
13 december 2022 meddelade Toho att den japanska biopremiären för Kimitachi wa dō ikiru ka var planerad till den 14 juli 2023.
Filmen lanserades på bio utan den sedvanliga förlanseringen, och den marknadsfördes varken med trailrar eller några reklambilder inför sin biopremiär – med undantag för en enda filmaffisch. Beslutet till denna "marknadsföring" kom från Suzuki. Filmen är den första från Studio Ghibli som haft en samtidig lansering på IMAX eller något annat "utökat" kvalitetsformat.
Efter filmens lansering i Japan införskaffades de nordamerikanska biorättigheterna av distributören GKids, med den engelskspråkiga filmtiteln och en tänkt lansering senare under 2023. Den första utomjapanska biovisningen kommer att ske under 2023 års Toronto International Film Festival, som dess öppningsfilm den 7 september.
Filmen hade svensk biopremiär den 24 november 2023, i distribution hos Triart Film.

## Mottagande

### Bioförsäljning
Under den japanska premiärhelgen såldes biobiljetter för 1,83 miljarder yen, vilket är mer än för någon annan Studio Ghibli-film, och större än när Det levande slottet inkasserade 1,48 miljarder yen under sin premiärhelg 2004.

### Kritik
Time Out Japan rosade filmen, som "ett moget, komplext mästerverk som väver samman regissörens dåtid, nutid och framtid – en vacker gåta som verkar ha varit värt den långa väntan." Matt Schley på The Japan Times gav filmen 4,5 stjärnor av 5 och skrev "Jag är inte säker på var /…/ slutligen kommer att hamna på min lista över Miyazaki-favoriter, men bitvis under filmen tappade jag andan".